# Scincella gemmingeri
Scincella gemmingeri (земляний сцинк лісовий) — вид сцинкоподібних ящірок родини сцинкових (Scincidae). Ендемік Мексики. Вид названий на честь німецького ентомолога Макса Геммінгера.

## Поширення і екологія
Лісові земляні сцинки мешкають в мексиканських штатах Керетаро, Ідальго, Пуебла, Веракрус і Оахака. Вони живуть у вічнозелених субтропічних і тропічних лісах, в дубових лісах, гірських хмарних лісах та у вторинних лісах, трапляються на пасовищах. Зустрічаються на висоті від 200 до 2000 м над рівнем моря.